# Бонеј лез О
Бонеј лез О (фр. Bonneuil-les-Eaux) насеље је и општина у североисточној Француској у региону Пикардија, у департману Оаза која припада префектури Клермон.
По подацима из 2011. године у општини је живело 818 становника, а густина насељености је износила 44,72 становника/km². Општина се простире на површини од 18,29 km². Налази се на средњој надморској висини од 110 метара (максималној 172 m, а минималној 72 m).

## Демографија
| 1962. | 1968. | 1975. | 1982. | 1990. | 1999. | 2011. |
| ----- | ----- | ----- | ----- | ----- | ----- | ----- |
| 658   | 672   | 686   | 694   | 745   | 751   | 818   |

График промене броја становника у току последњих година